# Louis Martin (pływak)
Louis Martin (ur. w 1875) – francuski pływak i zawodnik piłki wodnej. Zdobył trzy brązowe medale na Letnich Igrzyskach Olimpijskich 1900 w Paryżu w piłce wodnej oraz startując w konkurencjach pływackich: 4000 m stylem dowolnym i 200 m drużynowo. Na dystansach 200 oraz 1000 m stylem dowolnym zajął odpowiednio, dziewiąte oraz piąte miejsce.